# Abdera (Španjolska)
Abdera je bila antička kartaška i rimska luka na brdu iznad današnje Adre na jugoistočnoj Španjolskoj Sredozemnoj obali. Abdera se nalazi između Malace (današnje Malage i Carthago Nove (današnje Cartagene) u distriktu koji su naseljivali Bastuli.

## Ime
Abdera nosi isto ime s gradom u Traciji i još jednim u Sjevernoj Africi. Njezini novčići nose natpis ʾBDRT (punski:𐤀𐤁𐤃𐤓𐤕).*
Prvi element u imenu je punska riječ za slugu, a drugi element nepoznatoga značenja dijeli s Gadirom (današnjim Cadizom) i Kiterom.
U grčkim izvorima grad se nalazi pod imenom tà Ábdēra (τὰ Ἄβδηρα) i Aúdēra (Αὔδηρα), Ábdara (Ἄβδαρα), i tò Ábdēron (τὸ Ἄβδηρον).

## Povijest
Abderu su osnovali Kartažani kao trgovačku luku. Grad je kasnio postao jedan od važnijih gradova Rimske provincije Betike.
Za vrijeme rimskog cara Tiberija Abdera je bila kolonija.

## Novčići
Najstariji novčići nose svoje ime s glavom Melkarta i tune. Novčići iz vremena cara Tiberija pokazuju glavni gradski hram s dvijema tunama kao njezinim stupovima. Rani rimski novčići su bili dvojezični, s latinskim natpisom na strani s imenom rimskog cara, a na drugoj strani s punskim natpisom zajedno s imenom grada.